# Medal Wojskowy (Hiszpania)
Medal Wojskowy (hiszp. Medalla Militar) – drugie w hierarchii (po Orderze św. Ferdynanda) hiszpańskie odznaczenie wojskowe nadawane za czyny waleczności i odwagi w czasie wojny.

## Historia i zasady nadawania

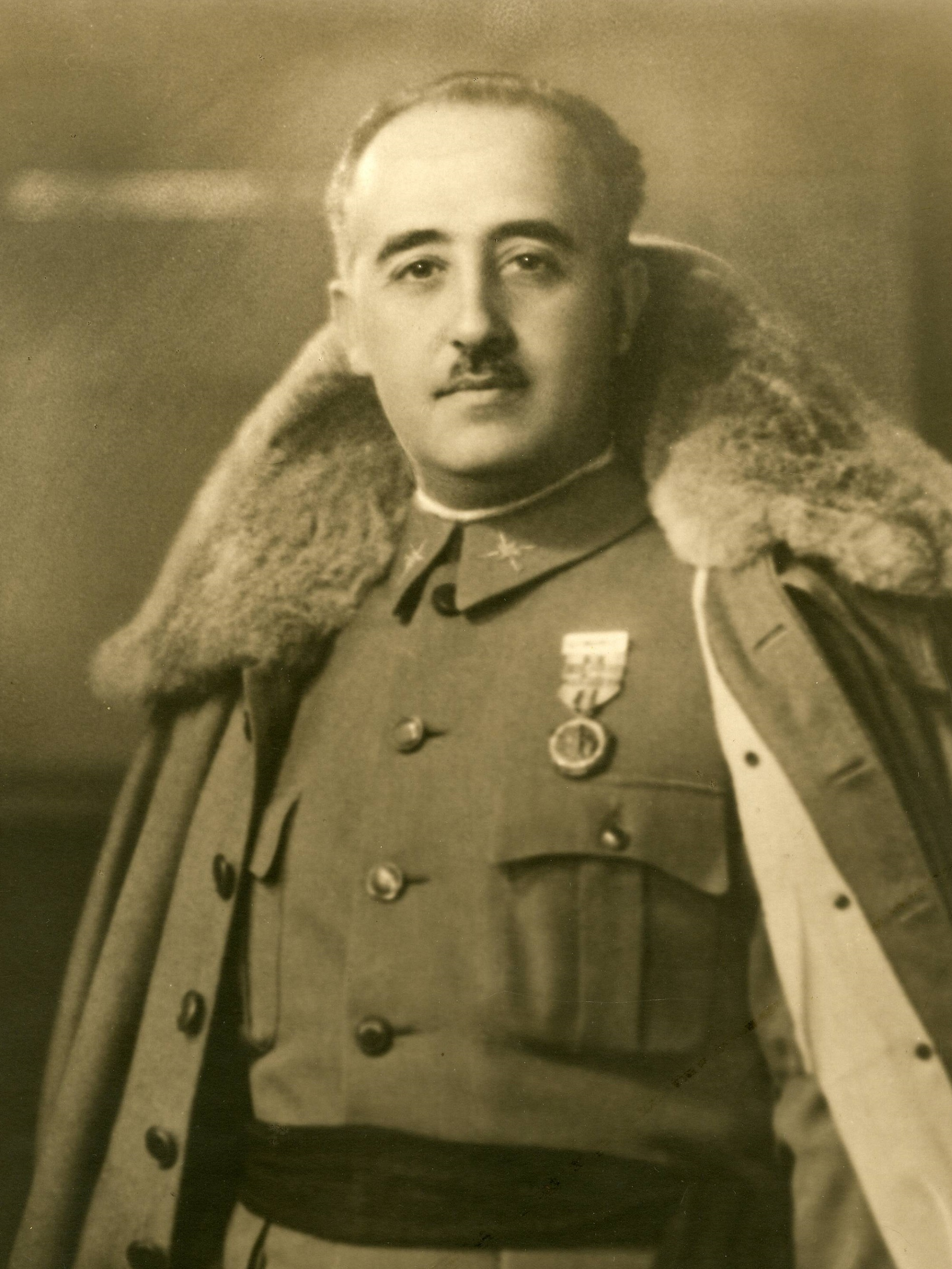
Gen. Francisco Franco
z widocznym Medalem Wojskowym. Dwa okucia na wstążce wskazują na dwukrotne nadanie medalu.

Medal został ustanowiony 28 czerwca 1918 roku przez Alfonsa XIII. Pierwsze statuty opublikowano 7 grudnia 1920 roku. Statuty  były zmieniane w roku 1931 (w okresie Republiki), 1938, 1975 i 2001. 
Medal nadawany jest w jednym stopniu wojskowym hiszpańskim, bez względu na stopień wojskowy i rodzaj broni, a także wojskowym innych państw, wyłącznie za czyny wybitnej waleczności podczas wojny. Może zostać nadany tej samej osobie wielokrotnie. Od roku 1975 medal stanowi formalnie niższy stopień Orderu św. Ferdynanda.
Medal może zostać nadany również oddziałowi lub pododdziałowi wojskowemu (Medalla colectiva). Żołnierze tak wyróżnionego oddziału lub pododdziału mają prawo do noszenia specjalnej naszywki na rękawie munduru. 
Medal był nadawany podczas hiszpańskiej wojny domowej 1936–1939 wojskom frankistowskim oraz walczącym po ich stronie żołnierzom włoskim i niemieckim (Legion Condor), a także żołnierzom hiszp. Błękitnej Dywizji na froncie wschodnim w latach 1941–1943.

## Opis
Wygląd odznaczenia w ciągu lat jego istnienia ulegał nieznacznym modyfikacjom, jednak jego zasadniczy kształt pozostał niezmieniony. Oznakę stanowi okrągły medal wykonany z oksydowanego żelaza. Na awersie widnieje wizerunek kobiecej postaci, trzymającej wieniec w jednej, oraz tarczę z wizerunkiem lwa w drugiej ręce, na tle morza i wschodzącego słońca. Środkowy medalion otacza kartusz w formie wieńca w połowie laurowego, w połowie dębowego, podtrzymywanego po bokach przez parę lwów (León) i zwieńczony wizerunkiem wieży (Kastylia). W dolnej części umieszczona jest tarcza z dewizą: AL VALOR MUY DISTINGUIDO (za wybitną waleczność). Na rewersie znajduje się godło państwowe.
Medal jest noszony na piersi na białej wstążce z szerokim czerwono-żółto-czerwonym paskiem pośrodku (w okresie Republiki - czerwono-żółto-fioletowym) oraz żółtymi prążkami po brzegach. Za każde nadanie na wstążce umieszcza się pozłacane okucie z datą czynu, za który medal został przyznany.
Naszywka nadania zbiorowego jest noszona na lewym rękawie munduru i jest kształtem zbliżona do medalu indywidualnego, lecz pośrodku znajduje się nazwa i data operacji za którą medal został przyznany.